# The Crystal Palace
The Crystal Palace (literalmente Palácio de Cristal) foi uma enorme construção em ferro fundido e vidro erguida no Hyde Park, em Londres, Inglaterra, para albergar a Grande Exposição de 1851. Foram acolhidos mais de 14 mil expositores vindos de todo o mundo nos 92 mil metros quadrados de espaço de exibição, onde foram mostrados exemplos das últimas tecnologias desenvolvidas na Revolução Industrial. Desenhado por Joseph Paxton, o edifício da Grande Exposição tinha 564 metros de comprimento, com uma altura interior de 33 metros.
Em 1854, depois da exposição, o edifício foi trasladado para um novo parque numa zona mais alta, saudável e rica de Londres chamada Sydenham Hill, uma área que não mudou muito até hoje no seu perfil de subúrbio endinheirado, cheio de grandes villas vitorianas, que foi durante o seu apogeu na Era Vitoriana. Nessa época, o edifício foi ampliado, tendo atraído muitos visitantes de todos os níveis da sociedade e permanecendo no novo local até à sua destruição, por um incêndio, em 1936.
O nome Crystal Palace (cunhado pela satírica revista Punch) foi mais tarde usado para indicar esta área do sul de Londres e o parque que rodeia o sítio, casa do Crystal Palace National Sports Centre (Centro Nacional de Desportos do Crystal Palace).

## Edifício original no Hyde Park

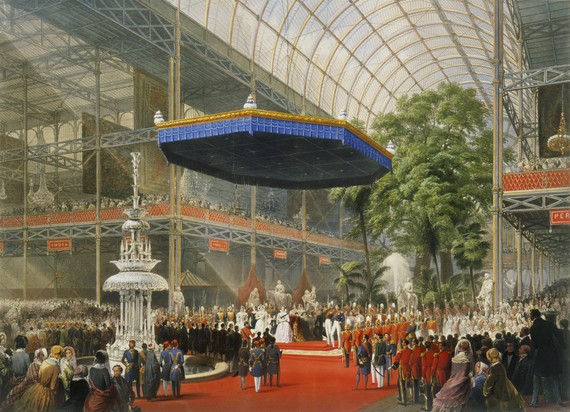
Inauguração da Grande Exposição pela Rainha Vitória.

O Palácio de Cristal foi um grande sucesso não só pela novidade dos processos técnicos mas também pela criação de um novo conceito de espaço. A gigantesca estrutura modular de madeira, vidro e ferro no topo de Sydenham Hill foi originalmente erguida no Hyde Park, em Londres, para alojar a Grande Exposição de 1851, incorporando os produtos de muitos países de todo o mundo. A sua montagem foi rápida, tendo durado apenas seis meses, e também com grande exactidão pela utilização de módulos e duma estrutura em grelha montada em série — construção estandardizada. O Palácio de Cristal possuía uma espécie de sistema de climatização. Era decorado com diferentes cores como o azul, vermelho e amarelo. Tinha também alguns elementos do estilo gótico, apesar da sua racionalização e simplicidade.
O criador do Palácio de Cristal, Joseph Paxton, foi feito cavaleiro como reconhecimento do seu trabalho. Paxton havia sido jardineiro em Chatsworth House, no Derbyshire. Ali tinha experimentado o uso do vidro e do ferro na criação de grandes estufas e havia visto algo da sua força e durabilidade, conhecimentos que aplicou aos planos do edifício da Grande Exposição. Os planeadores tinham procurado força, durabilidade, simplicidade de construção e rapidez, e encontraram isso nas ideias de Paxton. O projecto de engenharia ficou a cargo de Sir William Cubitt.
Olmos vivos em tamanho natural do parque foram encerrados dentro da galeria de exposições central próximo da Fonte de Cristal com oito metros. Os pardais tornaram-se um sério incómodo; a Rainha Vitória mencionou esse problema ao Duque de Wellington, que ofereceu a famosa solução, "Sparrowhawks, Ma'am".
O Palácio de Cristal foi construído por cerca de 5 mil trabalhadores (mais de 2 mil no local ao mesmo tempo).
Os construtores dos trabalhos de ferro foram Fox e Henderson. Os 84 mil metros quadrados de vidro foram providenciados pelos trabalhos de vidro Chance Brothers, em Smethwick, Birmingham. Foram os únicos trabalhadores de vidro capazes de cumprir tão grande encomenda, e tiveram que trazer trabalho de França para reuni-la a tempo.
O Palácio de Cristal também apresentou as primeiras casas de banho públicas, as Retiring Rooms, nas quais o engenheiro sanitário George Jennings instalou os seus Water Closets. Durante a exposição, 827 280 visitantes pagaram um penny cada para usá-las, e por esse valor tiveram um assento limpo, uma toalha, um pente e uma limpeza de sapatos. É esta a origem do eufemismo "to spend a penny" (gastar um penny).

## Deslocalização

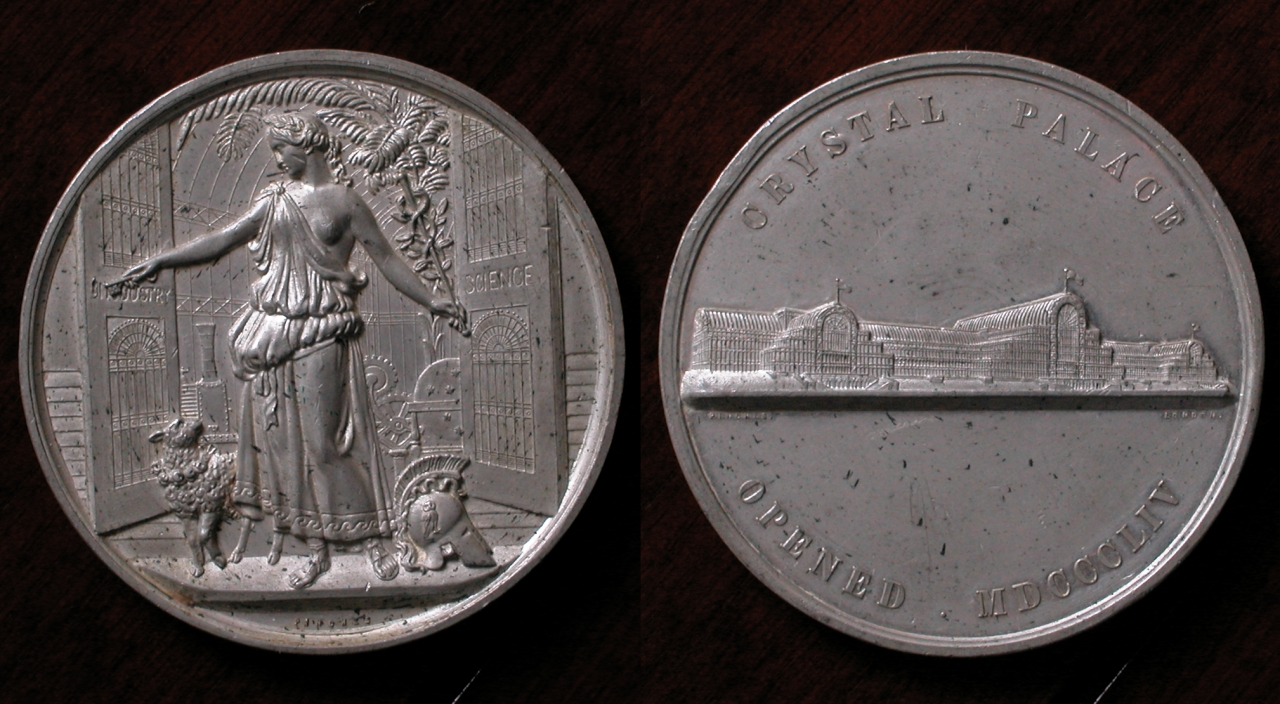
Medalhão comemorativa da Deslocalização.

A vida da Grande Exposição foi limitada a seis meses e, em seguida, alguma coisa tinha que ser feita com o edifício  Contra os desejos dos opositores parlamentares, o edifício foi erguido numa propriedade chamada Penge Place que havia sido separada de Penge Common no topo de Sydenham Hill. Esta foi tão modificada e ampliada que se estendeu para além dos limites de Penge Place, que também era a fronteira entre Surrey e Kent. Dentro de dois anos, a Rainha Vitória protagonizou outra vez uma cerimónia de abertura.
O novo lugar acolheu concertos, exposições e entretenimento público.
Várias localidades afirmaram ser a área para onde o edifício fôra deslocalizado. O endereço do Palácio de Cristal era Sydenham SE26, mas o edifício e terras do parque ficavam em Penge. Na época da deslocalização, a maioria dos edifícios estavam em Croydon, tal como a maior parte dos terrenos. Em 1899, a fronteira do condado foi movida, transferindo todo o lugar para o Penge Urban District, no Kent. O lugar está agora dentro do Crystal Palace Ward, no borough londrino de Bromley.

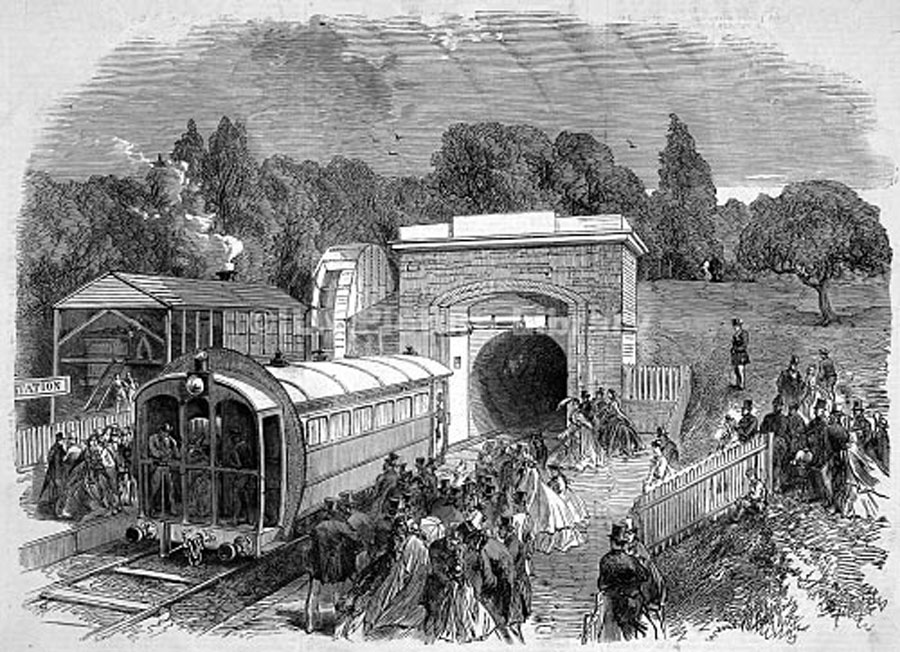
O caminho de ferro pneumático do Palácio de Cristal, 1864.

Duas estações ferroviárias forma abertas para servir a exposição permanente, a Crystal Palace rail station e a Gypsy Hill rail station. A Low Level Station (Estação de Nível Baixo) ainda está em uso na Crystal Palace railway station, e parte da High Level Station (Estação de Nível Alto), a partir da qual uma passagem subterrânea dá acesso à área Parade, ainda pode ser vista, com os seus telhados de mosaicos italianos. Este subterrâneo é um listed building classificado com o Grau II.
O Portão Sul é servido pela Penge West Railway Station. Durante algum tempo, esta estação fizera parte dum caminho de ferro atmosférico. Isto é frequentemente confundido com um caminho de ferro pneumático de passageiros, com 550 metros, exibido no Palácio de Cristal em 1864, o qual ficou conhecido como Crystal Palace pneumatic railway.
Existe uma história apócrifa, popular entre as crianças de escola, segundo a qual a Crystal Palace High Level Station foi fechada por um passageiro do comboio ter ficado preso devido a um colapso de túnel e que este permanecerá ali até hoje. Na realidade, o encerramento foi uma parte agendada do declínio da rede de caminho de ferro na década de 1950. Isso pode ter surgido como resultado doa caminho de ferro pneumático experimental de 1864, ao qual está ligada uma história semelhante.

## Elementos de água

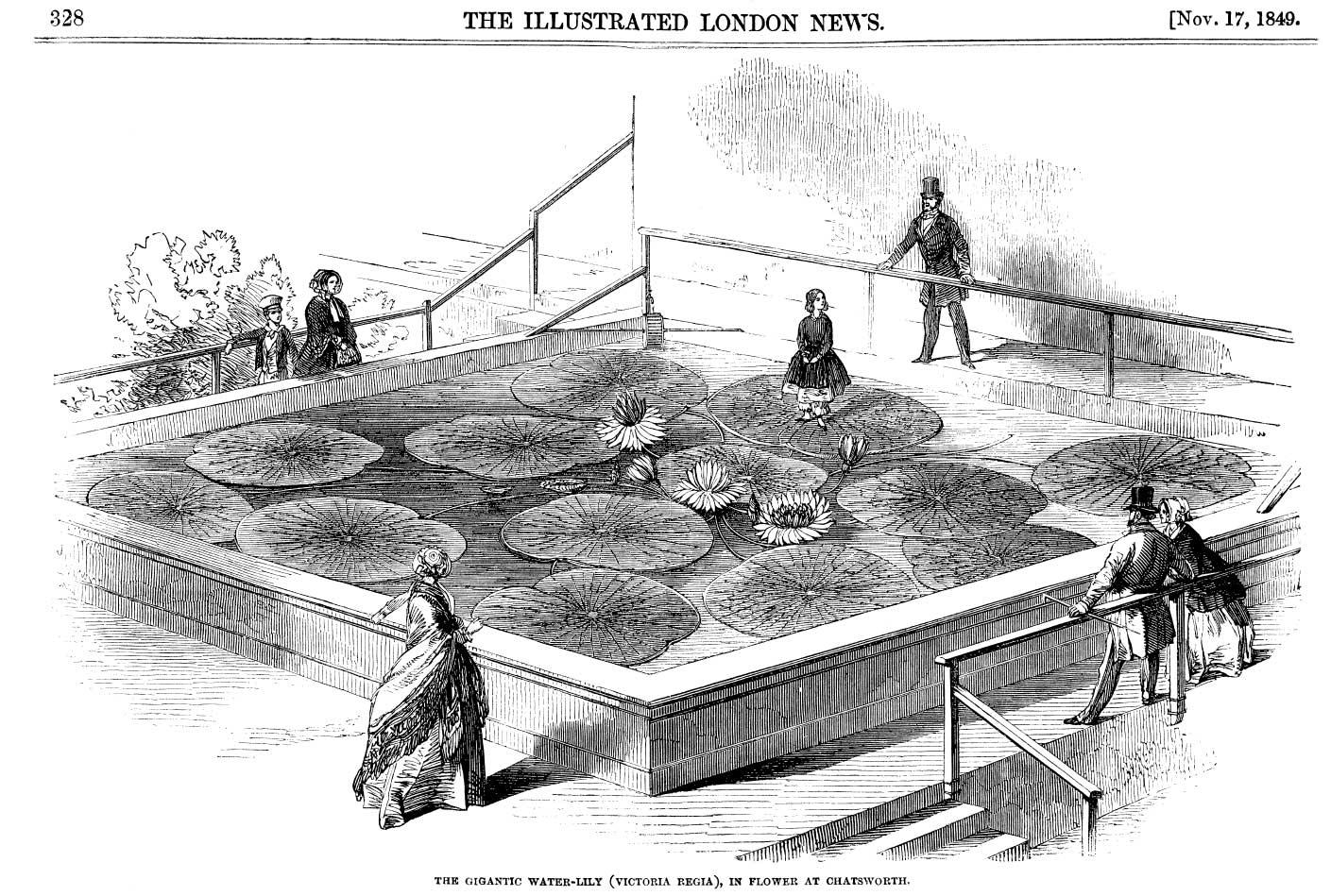
Ilustração dum elemento de água criado por Paxton em Chatsworth House com Victoria amazonica.

Joseph Paxton foi em primeiro lugar e acima de tudo um jardineiro, e o seu esquema de jardins, fontes, terraços e cascatas não deixou dúvidas à sua habilidade. Uma das coisas com que teve problemas foi com o abastecimento de água. Tal foi o seu entusiasmo que foram necessários milhares de galões de água para abastecer a miríade de fontes e cascatas que abundava no parque do Palácio de Cristal. Os dois jactos principais tinham 76 metros de altura.
Inicialmente, foram construídas torres de água, mas o peso da água nos tanques erguidos causou o seu colapso. Isambard Kingdom Brunel foi consultado e surgiu com os planos para duas fortes torres de água, uma no extremo norte e outra no extremo sul do edifício. Cada uma delas suportava uma tremenda carga de água, a qual era recolhida por três reservatórios, um em cada extremo e outro no meio do parque.
Dois anos depois, as grandes fontes e cascatas foram novamente inauguradas na presença da Rainha Vitória, que ficou molhada quando uma rajada de vento pulverizou a carruagem real.

## Declínio

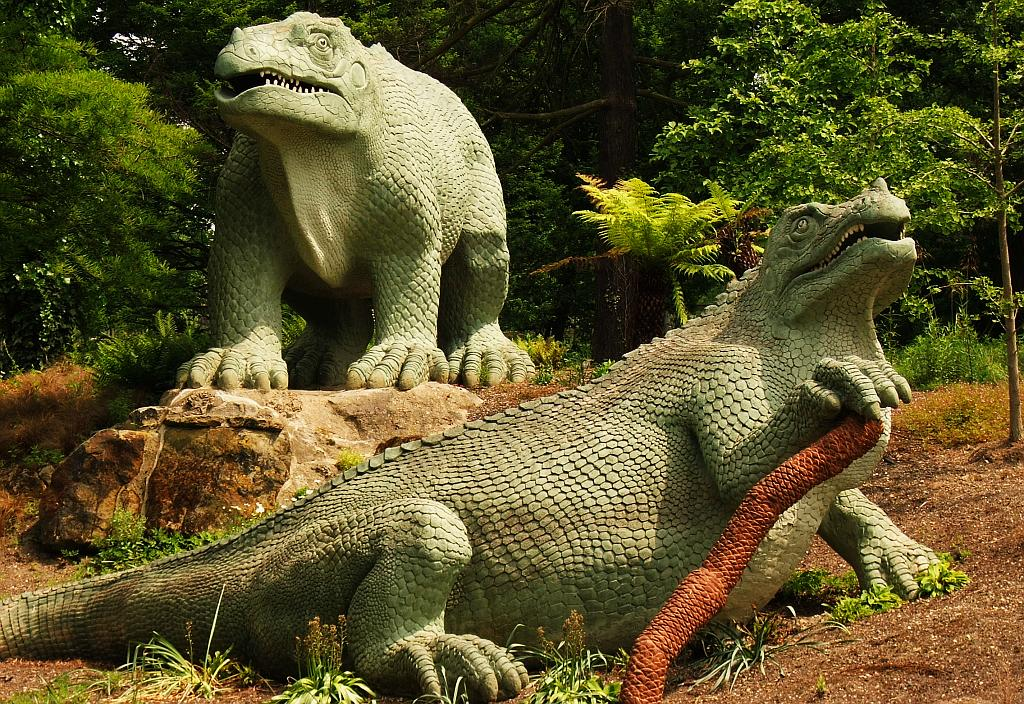
Iguanodon no Palácio Cristal.

Enquanto o palácio original custou 150 mil libras, a deslocalização para Sydenham ascendeu a um milhão e trezentas mil libras sobrecarregando a companhia com uma dívida que nunca reembolsou, em parte porque os gastos admitidos foram deprimidos pela incapacidade para captar visitantes de domingo: muitas pessoas trabalhavam todos os dias com excepção do Sabbath, quando o palácio estava sempre fechado. Nenhum volume de protestos teve qualquer efeito: a Lord's Day Observance Society (como hoje) era de opinião que as pessoas não deviam ser encorajadas a trabalhar no palácio ou apanhar transportes ao domingo, e que se as pessoas quisessem visitá-lo, então os seus patrões deviam dar-lhes tempo livre durante a semana de trabalho. Isto, naturalmente, eles não fariam.
No entanto, o palácio foi aberto aos domingos durante o mês de Maio de 1861, tendo recebido 40 mil visitantes num único domingo.
Em 1911, o Festival of Empire (Festival do Império) foi realizado no edifício para marcar a coroação de Jorge V e da Rainha Maria. O edifício entrou num estado de degradação e, dois anos mais tarde, o Conde de Plymouth comprou-o para salvá-lo dos desenvolvedores. Uma subscrição pública recomprou-o rapidamente para a nação.
Durante a Primeira Guerra Mundial o palácio foi usado como um estabelecimento de treino naval sob o nome de HMS Victory VI, informalmente conhecido como HMS Crystal Palace. Com a cessação das actividades foi reaberto como o primeiro Imperial War Museum. Sir Henry Buckland tomou posse como Administrador Geral e as coisas começaram a melhorar, com muitas das antigas atracções a serem resumidas, incluindo as exposições de tarde de quinta-feira de fogo de artifício por Brocks.

## Destruição pelo fogo
Apesar das tentativas para revitalizar o Palácio de Cristal, no dia 30 de novembro de 1936 chegou a catástrofe final: o fogo. Dentro de horas o palácio foi destruído; as chamas iluminaram o céu nocturno e eram visíveis a milhas de distância. Tal como em 1866, quando o transepto norte ardeu, o edifício não estava adequadamente assegurado para cobrir os custos da reconstrução.
A torre sul havia sido usada para testes pelo pioneiro da televisão John Logie Baird para as suas experiências de televisão mecânica, e grande parte do seu trabalho foi destruído no incêndio. Winston Churchill, no seu caminho para casa vindo da Câmara dos Comuns, disse "isto é o fim duma era".
A revista Life dedicou um artigo fotográfico de três páginas ao incêndio, intitulado "London's Biggest Fire…" (O maior incêndio de Londres"), publicado no dia 21 de dezembro de 1936.
Só as duas torres de água foram mantidas de pé, e estas foram demolidas durante a Segunda Guerra Mundial. A razão invocada prendeu-se com o facto dos alemães poderem usá-las para navegar no seu caminho para Londres. A torre norte foi demolida com explosivos em 1941; a torre sul foi desmantelada devido à sua proximidade com outros edifícios. Depois da guerra, o lugar foi usado para vários propósitos. Entre 1953 e 1973, um circuito de corridas de carros motorizados operou no local, e algumas das corridas foram apoiadas pelo Conselho da Grande Londres.

## Futuro
Ao longo dos anos, numerosas propostas para o antigo sítio do palácio não chegaram a frutificar. Actualmente existem dois planos rivais. A London Development Agency quer gastar 67,5 milhões de libras em desenvolvimentos do parque, incluindo novas casas e um centro regional de desportos. Recentemente, um consórcio privado anunciou planos para reconstruir o Palácio de Cristal e a sua utilização para acolher galerias, uma encosta de neve, um auditório de música, instalações de laser e um hotel. Para 2009, o Bromley Council deu luz verde para o 1.º Festival de Cinema do Palácio de Cristal, o qual será lançado em Junho no interior do parque. Serão exibidos curtas-metragens e realizações de e sobre o Reino Unido e está preparado para se tornar num evento anual, criado pelo produtor de filmes local Johnnie Oddball (do oddballchallenge) em conjugação com o Movieum of London & Straight Curve film workshops em Beckenham. Procuram inspirar fazedores de filmes locais de todo o borough para produzir curtas-metragens que possam ser exibidas no festival em cada ano e com esperança de trazer novas produções cinematográficas para a área local.

## Inspiração
A arquitetura do Palácio de Cristal serviu de inspiração para a criação de diversos edifícios semelhantes, por exemplo no Porto, em Madrid, em Curitiba e em Petrópolis

## Na cultura popular
O Palácio de Cristal causou uma forte impressão nos visitantes vindos de toda a Europa, incluindo vários escritores. Tornou-se rapidamente num símbolo de modernidade e civilização, aclamado por uns e condenado por outros.
- Robert Baden-Powell organizou ali um encontro de escoteiros em 1909 , quando anunciou pela primeira vez quantas raparigas estavam interessadas no escutismo, levando à fundação do Girl Guide and Girl Scouts.[17][18]
- O autor francês Valéry Larbaud deixou um pequeno texto descrevendo a sua impressão do Palácio de Cristal.
- O Palácio de Cristal aparece como um capítulo inteiro na novela "London" de Edward Rutherfurd, onde é uma parte crucial do sub-enredo do livro neste capítulo.
- Em What Is to Be Done?, o autor e filósofo russo Nikolai Chernyshevsky promete transformar a sociedade num Palácio de Cristal graças à revolução socialista.
- Fyodor Dostoevsky responde implicitamente a Chernyshevsky em Notas do Subterrâneo. O narrador pensa que a natureza humana prefere a destruição e o caos à harmonia simbolizada pelo Palácio de Cristal.
- Depois dos danos sofridos durante a Segunda Guerra Mundial, a substituição da janela oriental de São João Evangelista, na Penge High Street , apresenta uma vista idílica da paisagem local na época em que a igreja foi construída, incluindo o Palácio de Cristal.
- O Palácio de Cristal serve como cenário no final do livro fantástico O Portão de Ptolomeu.
- O Palácio de Cristal é o nome dum clube nocturno administrado por Larry Otter no ficcional universo partilhado Wild Cards.
- O escritor italiano Alessandro Baricco incorporou o Palácio de Cristal na sua novela Terra de vidro, usando uma mistura de ficção e factos.
- O filósofo alemão Peter Sloterdijk usa o Palácio de Cristal como uma metáfora para o projecto europeu.
- Foi o local onde o famoso pastor protestante e batista Charles Haddon Spurgeon, no dia 7 de outubro de 1857, pregou para o maior publico já registrado em quase 40 anos de pastoreado, em Londres. Continha, exatamente, 23 654 pessoas para ouvi-lo pregar por mais de duas horas.
- O artista contemporâneo Tori Amos menciona o Palácio de Cristal na sua canção Winter, cantando, "Mirror mirror, where's the Crystal Palace? But I only can see myself" ("Espelho espelho, onde está o Palácio de Cristal? Mas eu só posso ver-me a mim próprio").
- Tendo aparecido anteriormente em pelo menos uma tira cómica do Doctor Who (impressa na Radio Times), a Grande Exposição foi propriamente apresentada como cenário para uma das aventuras áudio do Oitavo Doutor de Paul McGann em 2005: Other Lives, a qual também apresenta como personagem no drama uma figura contemporânea associada com eventos, o então idoso Duque de Wellington.
- A famosa autora para crianças E. Nesbit faz muitas referências ao Palácio de Cristal no seu trabalho, mais notoriamente na curta história "The Ice Dragon" (O Dragão de Gelo), a qual começa com os protagonistas infantis a assistir aos fogos de artifício do Palácio de Cristal vistos do seu quintal.
- O Restaurante Palácio de Cristal no Walt Disney World Resort (Magic Kingdom, Main Street, EUA) é inspirado no Palácio de Cristal.
- No terceiro livro da série The Invisible Detective, por Justin Richards, o final tem lugar no Palácio de Cristal e é a destruição final do exército fantasma que causa o incêndio que destrói o palácio.
- No livro The Death Collector, os jardins do Palácio de Cristal e as estátuas de grandes dinossauros contêm um segredo que leva à resolução do mistério no livro.
- Em setembro de 2007 o grupo anglo-germânico de música marcial neoclássica H.E.R.R. lançou um mini-álbum relacionado com a elevação e queda do Palácio de Cristal, intitulado Fire & Glass: A Norwood Tragedy.
- Quando a personificação da Rainha Vitória está no ecrã no jogo de computador Civilization IV, o palácio pode ser visto ao fundo.
- Há uma cena no filme de Sean Connery, de 1979, The First Great Train Robbery na qual a personagem de Connery deambula em volta do Palácio de Cristal enquanto se realiza uma exibição de fogos de artifício. O palácio é uma miniatura usada numa projecção em primeiro plano.
- No episódio The Star of Christmas dos VeggieTales (o qual tem lugar em 1882 na cidade de Londres) o personagem Millward Phelps de Larry the Cucumber ia conduzir uma "carruagem de foguetes" através do Palácio de Cristal para evitar chegar atrasado ao cortejo de Natal da igreja. Os seus passageiros rapidamente o dissuadem dessa ideia.
- O quartel general do NORAD no filme WarGames tem o nome de código "Crystal Palace".
- O Palácio de Cristal aparece em tanto em The Adventures of Luther Arkwright como na sua sequela Heart of Empire.
- A secção final do filme steampunk Steamboy, de Katsuhiro Otomo, tem lugar na Grande Exposição de 1866 e o Palácio de Cristal é usado em numerosas cenas.
- No livro Throne of fire de Rick Riordan o Palácio é citado pelas únicas partes que sobraram do Palácio: As duas esfinges da entrada e a Escada para o nada!
- O edifício aparece em destruição no jogo eletrônico The Order: 1886, especificamente no capítulo 6 (Na hora mais escura) em "Ah, a humanidade...".

## Literatura
- Dickinson's Comprehensive Pictures of the Great Exhibition of 1851, Dickinson Brothers, Londres, 1854.[1]
- Kate Colquhoun - A Thing in Disguise: The Visionary Life of Joseph Paxton (Fourth Estate, 2003) ISBN 0-00-714353-2
- George F Chadwick - Works of Sir Joseph Paxton (Architectural Press, 1961) ISBN 0-85139-721-2
- Ian Leith: "Delamotte's Crystal Palace", Londres, 2005
- Jan Piggott: "Palace of the People", Londres, 2004